# Héðinsfjörður
Héðinsfjörður (in lingua islandese: Fiordo di Héðin) è un fiordo situato nel settore nordorientale dell'Islanda.

## Descrizione
Héðinsfjörður è uno dei fiordi della regione del Norðurland eystra. È situato nella parte orientale della penisola di Tröllaskagi tra il Siglufjörður a ovest e l'Ólafsfjörður a est.
Il fiordo è largo 3 km e penetra per 6 km nell'entroterra.
Il piccolo fiume Héðinsfjarðará scorre nella valle all'interno, formando il lago Héðinsfjarðararvatn appena prima di sfociare nel fiordo. Il lago è un buon sito di pesca.
Il fiordo è circondato da picchi montuosi che si elevano fino a 850-900 metri sul livello del mare.
Non ci sono mai stati grandi insediamenti nel fiordo; in passato c'erano alcune fattorie in attività, ma attualmente è totalmente disabitato ed è diventato una destinazione escursionistica da Siglufjörður, situato nel vicino fiordo omonimo.

## Storia
Il 29 maggio 1947, un aereo DC-3 della compagnia aerea islandese Flugfélag Íslands si schiantò sul pendio del monte Hestfjall, proprio sopra il fiordo di Héðinsfjörður. I 21 passeggeri e i quattro membri dell'equipaggio sono tutti morti nello schianto. La catastrofe in cui hanno perso la vita 25 persone è il più tragico incidente aereo nella storia dell'Islanda.

## Vie di comunicazione
La valle dietro il fiordo incontra a circa 600 metri di altezza la strada S76 Siglufjarðarvegur che è asfaltata tra i due tunnel del Héðinsfjarðargöng. I lavori di costruzione delle due gallerie sono iniziati nel 2006 mentre l'apertura della strada è avvenuta il 2 ottobre 2010, creando un collegamento stradale diretto tra i villaggi di Siglufjörður e Ólafsfjörður, situati nei due fiordi adiacenti al Héðinsfjörður.